# Daynara de Paula
Daynara de Paula   (Manaus, 25 de juliol de 1989) és una destacada esportista brasilera de l'especialitat de natació que va ser campiona sud-americana a Medellín 2010.

## Trajectòria
Arrelada a São Caetano do Sul com una nena, als 11 anys, va guanyar el patrocini per competir en tot el país. Com a esportista del Mines Tênis Clube, la seva primera participació important va ser en els Jocs Olímpics de Pequín 2008. Als 18 anys, va guanyar la seva plaça olímpica en l'última classificació de Brasil, el Trofeu Maria Lenk, a Rio de Janeiro. Daynara ho va aconseguir en els desempats dels 100 m papallona, on va aconseguir 59s30 - cinc centenes per sota de l'índex de la FINA. També va trencar el rècord sud-americà de Gabriella Silva, 59s79. En Beijing, va acabar 34º en els 100 m papallona.
En el Campionat Mundial de Natació de 2009 en Roma, va acabar en dotzè lloc en els 100 metres papallona, i es va anar a la final en els 50 m papallona, acabant en vuitè lloc. En les semifinals dels 50 m papallona, ella va trencar el rècord sud-americà, amb un temps de 25s85.
Al novembre de 2009, en l'etapa d'Estocolm de la Copa del Món FINA de Natació de 2009, va trencar el rècord sud-americà dels 100 m papallona (57,23 segons en les eliminatòries, i 56,52 segons en la final el 10 de novembre) i dels 50 m papallona (25,94 segons, l'11 de novembre).
Va ser reconegut el seu triomf de ser el tercer esportista amb el major nombre de medalles de la selecció de  Brasil en els jocs de Medellín 2010.
 El seu acompliment en la novena edició dels jocs, es va identificar per ser el novè esportista amb el major nombre de medalles entre tots els participants de l'esdeveniment, amb un total de 6 medalles:

- , Medalla d'or: Natació 50m Papallona Dones
- , Medalla d'or: Natació Papallona 100m Dones
- , Medalla d'or: Natació Relleu 4x100m Lliure Dones
- , Medalla d'or: Natació 4x200m Relleu Lliure Dones
- , Medalla d'or: Natació Relleu 4x100m Nedo Combinat Dones
- , Medalla de bronze: Natació Lliure 50m Dones

En el Campionat Mundial de Natació de 2011 en Xangai, va acabar dècim en els 50 m papallona, 21º en 100 m papallona, 17 en el 4 × 100 m medley i 13 en el 4 × 100 m lliure.
Als Jocs Panamericans de 2011 a Guadalajara, Daynara va guanyar la medalla de plata en els 100 m papallona i en el 4 × 100 m estilo lliure, i va guanyar el bronze en el 4 × 100 m medley. Ella també va acabar en novè lloc en els 100 m lliure.
Ella va participar en els seus segons Jocs Olímpics en els Jocs Olímpics de Londres 2012, on va acabar 26 en els 100 m lliure i 33 en els 100 m papallona.
En el Campionat Mundial de Natació en Piscina Curta de 2012 en Istanbul, Daynara va finalitzar 16º en els 50 m papallona, desè en els 100 m papallona i dècim en els 4 × 100 m medley. En la classificació dels 4 x 100 m medley, Daynara, juntament amb la selecció brasilera, va trencar el rècord sud-americà amb un temps de 3m57s66.
En el Campionat Mundial de Natació de 2013 en Barcelona, en els 4 × 100 m lliure, ella va trencar el rècord sud-americà, amb un temps de 3m41s05, juntament amb Larissa Oliveira, Graciele Herrmann i Alessandra Marchioro. L'equip brasiler va acabar en el lloc 11, i no va avançar a la final. Ella també va acabar 15º en els 100 m papallona, 20 en els 50 m papallona, i 12 en els 4 × 100 m medley, juntament amb Etiene Medeiros, Larissa Oliveira i Beatriz Travalon.
Al Campionat Pa-Pacífic de Natació de 2014 de Gold Coast, Austràlia, Daynara va acabar cinquè en els 4x100 m lliure, juntament amb Graciele Herrmann, Etiene Medeiros i Alessandra Marchioro; cinquè en els 4x100 m medley, juntament amb Graciele Herrmann, Ana Carvalho i Etiene Medeiros; 12 en els 100 m papallona; i 19 en els 50m lliure.
Al Campionat Mundial de Natació en Piscina Curta de 2014, a Doha, Daynara va trencar el rècord sud-americà en les semifinals dels 50 m papallona, amb un temps de 25s54. Va acabar vuitè en la final. Daynara també estava en altres finals: va acabar cinquè en els 4 x 50 m medley (1m46s47, rècord sud-americà), juntament amb Etiene Medeiros, Ana Carvalho i Larissa Oliveira; i va acabar setè en els 4 × 100 m lliure (3m33s93, rècord sud-americà), i vuitè en els 4 x 50 m lliure (1m38s78, rècord sud-americà), tots dos relés formats per Daynara de Paula, Daiane Oliveira, Alessandra Marchioro i Larissa Oliveira. També va nedar els 100 m papallona, on va acabar en el lloc 11.
En els Jocs Panamericans de 2015 en Toronto, de Paula va guanyar dues medalles en dues relés de Brasil: en els 4 x 100 metres lliure (est, trencant el rècord sud-americà, amb un temps de 3:37.39) i en els 4 × 100 metres medley. Ella també va acabar cambra en els 100 metres papallona.
Al Campionat Mundial de Natació de 2015, en Kazan, va acabar sisè en els 4 × 100 metres lliure mixt, juntament amb Bruno Fratus, Larissa Oliveira i Matheus Santana, trencant el rècord sud-americà amb un temps de 3:25.58; novè en els 4 × 100 metres medley mixt, juntament amb Felipe Lima, Daiene Dias i João de Lucca; 11º en els 4 × 100 metres lliure; 13º en els 50 metres papallona; 14º en els 4x100m medley i 18º en els 100 metres papallona.